# I-28 (tàu ngầm Nhật)
I-28 là một tàu ngầm tuần dương lớp Type-B (巡潜乙型潜水艦 Junsen Otsu-gata sensuikan) được Hải quân Đế quốc Nhật Bản chế tạo trong giai đoạn ngay trước Chiến tranh Thế giới thứ hai. Nó nhập biên chế năm 1942, nhưng ngay sau khi tham gia trận chiến biển Coral, trên đường quay trở về căn cứ Truk, nó bị tàu ngầm USS Tautog đánh chìm vào ngày 17 tháng 5, 1942.

## Thiết kế và chế tạo

### Thiết kế
Tàu ngầm Type B được cải tiến từ phân lớp KD6 của lớp tàu ngầm Kaidai dẫn trước, và được trang bị một thủy phi cơ nhằm tăng cường khả năng trinh sát. Chúng có trọng lượng choán nước 2.631 tấn (2.589 tấn Anh) khi nổi và 3.713 tấn (3.654 tấn Anh) khi lặn, lườn tàu có chiều dài 108,7 m (356 ft 8 in), mạn tàu rộng 9,3 m (30 ft 6 in) và mớn nước sâu 5,1 m (16 ft 9 in). Con tàu có thể lặn sâu đến 100 m (328 ft), và có một thủy thủ đoàn đầy đủ bao gồm 94 sĩ quan và thủy thủ.
Type B1 trang bị hai động cơ diesel Kampon Mk.2 Model 10 công suất 6.200 mã lực phanh (4.623 kW), mỗi chiếc vận hành một trục chân vịt. Khi lặn, mỗi trục được vận hành bởi một động cơ điện công suất 1.000 mã lực (746 kW). Khi di chuyển trên mặt nước nó đạt tốc độ tối đa 23,6 hải lý trên giờ (43,7 km/h; 27,2 mph) và 8 hải lý trên giờ (15 km/h; 9,2 mph) khi lặn dưới nước, tầm xa hoạt động của Type B1 là 14.000 hải lý (26.000 km; 16.000 mi) ở tốc độ 16 hải lý trên giờ (30 km/h; 18 mph), và có thể lặn xa 96 nmi (178 km; 110 mi) ở tốc độ 3 hải lý trên giờ (5,6 km/h; 3,5 mph).
Những chiếc Type B1 có sáu ống phóng ngư lôi 53,3 cm (21,0 in), tất cả được bố trí trước mũi, và mang theo tổng cộng 17 quả ngư lôi Kiểu 95. Vũ khí trên boong tàu bao gồm khẩu hải pháo 14 cm (5,5 in), và hai pháo phòng không 25 mm Type 96. Hầm chứa máy bay được tích hợp vào tháp chỉ huy và hướng ra phía trước. Máy phóng máy bay được bố trí hướng ra phía trước, trong khi khẩu hải pháo trên boong đặt phía sau. Cách sắp xếp này giúp chiếc thủy phi cơ Yokosuka E14Y tận dụng tốc độ hướng ra trước của con tàu khi được phóng lên.

### Chế tạo
I-28 được đặt lườn như là chiếc Tàu ngầm số 141 tại xưởng tàu của hãng Mitsubishi Heavy Industries ở Kōbe vào ngày 25 tháng 9, 1939. Nó được đổi tên thành I-29 đồng thời được hạ thủy vào ngày 17 tháng 12, 1940, rồi đổi tên thành I-28 vào ngày 1 tháng 11, 1941. Con tàu hoàn tất và nhập biên chế vào ngày 6 tháng 2, 1942, dưới quyền chỉ huy của Thiếu tá Hải quân Yajima Yasuo.

## Lịch sử hoạt động
Ngay khi nhập biên chế, I-28 được phối thuộc cùng Quân khu Hải quân Kure. Vào ngày 24 tháng 2, 1942, nó gia nhập Đội tàu ngầm 14 trực thuộc Đệ Lục hạm đội. Đến ngày 10 tháng 3, Đội tàu ngầm 14 được điều động về Hải đội Tàu ngầm 8 và trực thuộc Đệ Lục hạm đội. I-28 cùng Đội tàu ngầm 14 (còn bao gồm các chiếc I-27 và I-29) và Đội tàu ngầm 3 (các chiếc I-21, I-22 và I-24) được điều sang Lực lượng Tiền phương phía Đông, và rời Kure vào ngày 15 tháng 4 để hỗ trợ cho kế hoạch chiếm Port Moresby, Papua New Guinea.
Sau khi đi đến căn cứ Truk vào ngày 24 tháng 4, I-28 khởi hành sáu ngày sau đó để tuần tra về phía Đông Nam Guadalcanal cho đến ngày 5 tháng 5. Khi kế hoạch chiếm Port Moresby bị hủy bỏ sau Trận chiến biển Coral, đến ngày 11 tháng 5, I-28 cùng với I-22, I-24 và I-27 được gọi quay trở lại Truk. Lúc 06 giờ 30 phút ngày 16 tháng 5, tại vị trí cách 250 mi (400 km) về phía Đông Bắc Rabaul, chiếc tàu ngầm báo cáo gặp trục trặc động cơ diesel, và sau đó nó mất liên lạc với căn cứ.
Vào ngày 17 tháng 5, tàu ngầm Hoa Kỳ USS Tautog đánh chặn hai tàu ngầm (có thể là I-22 và I-24) lúc 06 giờ 48 phút, nhưng không thành công. Đến 10 giờ 50 phút, nó phát hiện một tàu ngầm thứ ba với số hiệu I-28 trên tháp chỉ huy. Tautog tấn công với hai quả ngư lôi lúc 11 giờ 01 phút, và một quả trúng đích khiến mục tiêu chết đứng và nghiêng sang mạn phải. Tautog tiếp cận đến khoảng cách 800 yd (730 m) lúc 11 giờ 07 phút, và phóng thêm một quả ngư lôi trúng ngay bên dưới tháp chỉ huy. I-28 đắm tại tọa độ 06°30′B 152°00′Đ / 6,5°B 152°Đ với tổn thất toàn bộ thủy thủ đoàn.
Tên của I-28 được cho rút khỏi đăng bạ hải quân vào ngày 15 tháng 6, 1944.